# Baharampur
Baharampur (bengalisch: বহরমপুর), auch Berhampore, ist eine Stadt im indischen Bundesstaat Westbengalen mit 195.223 Einwohnern (Volkszählung 2011). In der Metropolregion leben 304.487 Einwohner. Sie liegt im Distrikt Murshidabad ungefähr 200 km nördlich von Kolkata und befindet sich an der Ostseite des Bhagirathi, einem Nebenfluss des Ganges.

## Geschichte
Baharampur wurde 1757 von der Britischen Ostindien-Kompanie  nach der Schlacht von Plassey im befestigt und diente bis 1870 als Militärstützpunkt. Dieser wurde 1876 zu einer Gemeinde umgewandelt und wurde Sitz des Distrikts Murshidabad. Das Berhampore College wurde 1853 gegründet und 1888 an ein lokales Komitee übergeben.

## Bevölkerung
Der starke Anstieg der städtischen Bevölkerungszahlen beruht im Wesentlichen auf der Zuwanderung von Familien aus ländlichen Regionen.
| Jahr      | 1991    | 2001    | 2011    |
| Einwohner | 115.144 | 160.143 | 195.223 |

Baharampur hat ein Geschlechterverhältnis von 947 Frauen pro 1000 Männer und damit einen für Indien häufigen Männerüberschuss. Die Stadt hatte 2011 eine Alphabetisierungsrate von 90,06 % (Männer: 92,25 %, Frauen: 87,74 %). Die Alphabetisierung liegt damit weit über dem nationalen Durchschnitt und dem von Westbengalen. Knapp 90,1 % der Bevölkerung sind Hindus, ca. 9,1 % sind Muslime, je ca. 0,3 % sind Jainas und Christen und ca. 0,2 % gaben keine Religionszugehörigkeit an oder praktizierten andere Religionen. 7,1 % der Bevölkerung sind Kinder unter 6 Jahre. 22,2 % leben in Slums und Elendsviertel.

## Infrastruktur
Der Bahnhof der Stadt wurde 1862 eröffnet und ist heute Teil der Eastern Railway Zone der Indian Railways.

## Wirtschaft
Anfangs waren die meisten Einwohner dieser Stadt Regierungsangestellte, und es gab nur wenige Händler. Allmählich wuchs die Bedeutung der Stadt aufgrund ihrer geografischen Lage und heute ist sie auch ein Geschäftszentrum. Aufgrund ihrer historischen Bedeutung kommen auch Touristen in die Stadt.

## Galerie

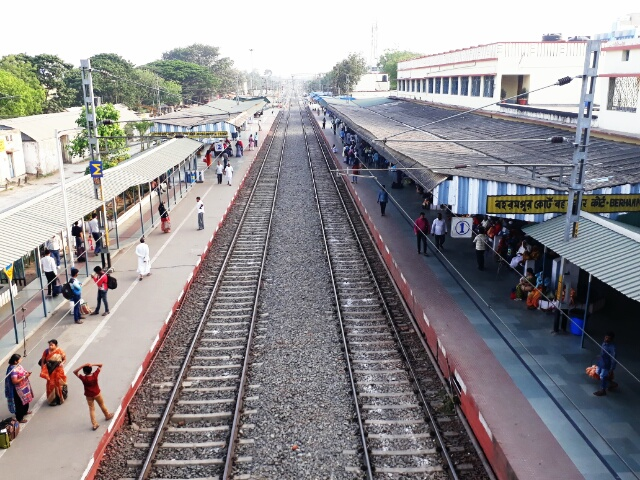
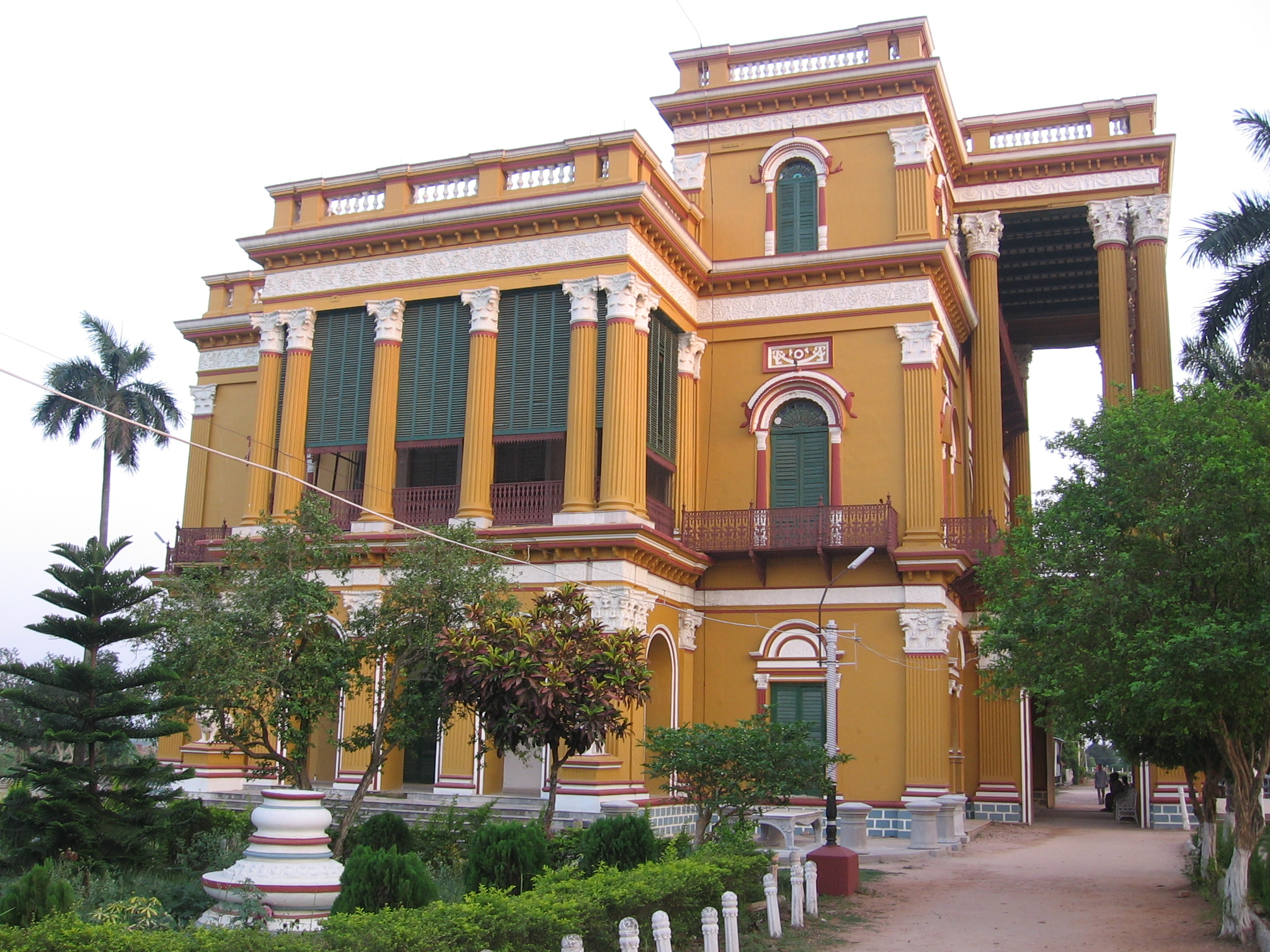
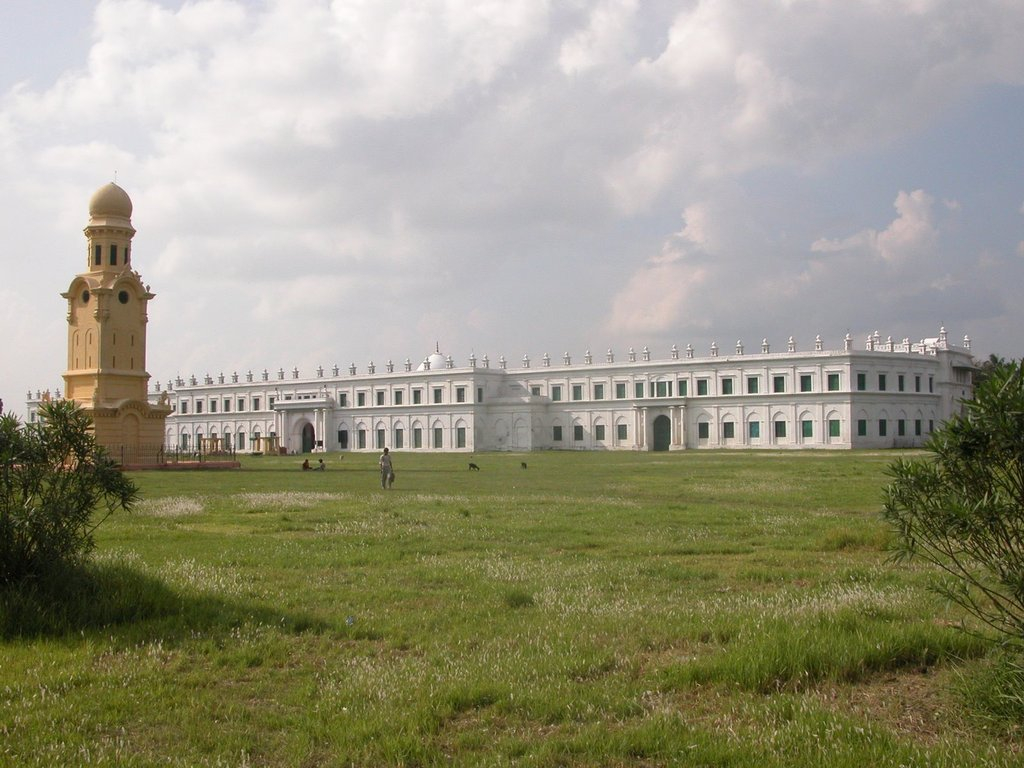
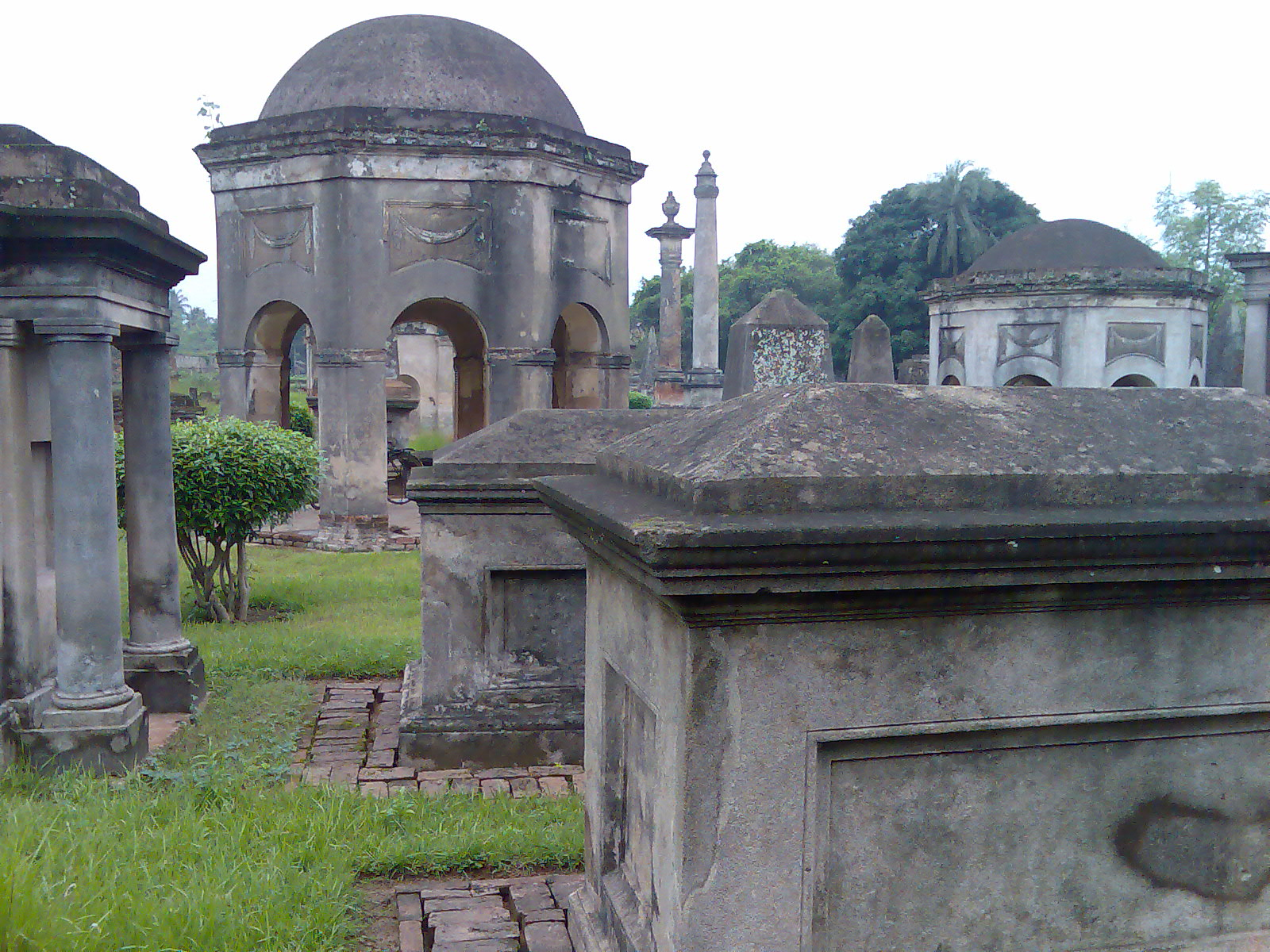
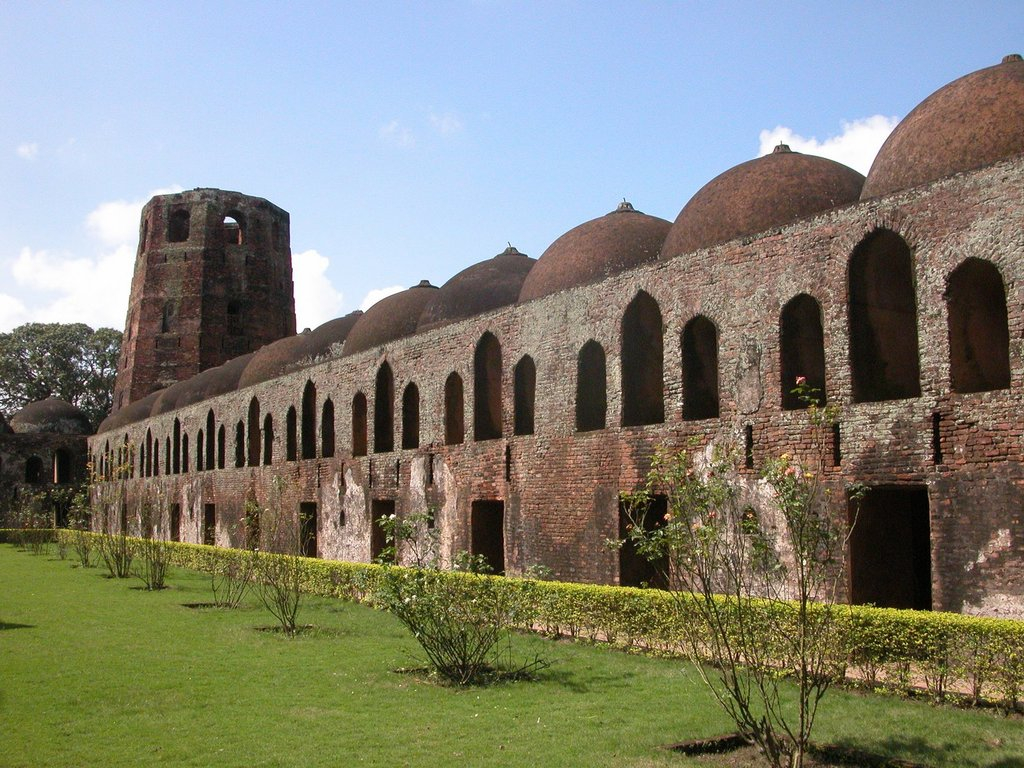